# Calosoma aethiopicum
Calosoma aethiopicum is een keversoort uit de familie van de loopkevers (Carabidae). De wetenschappelijke naam van de soort is voor het eerst geldig gepubliceerd in 1928 door Stephan von Breuning.